# Gollenberg, Birkenfeld
Gollenberg là một đô thị thuộc huyện Birkenfeld, bang Rheinland-Pfalz, Đức. Đô thị này có diện tích 3,25 km².